# Långsjön (By socken, Dalarna, 668930-154099)
Långsjön är en sjö i Avesta kommun i Dalarna och ingår i Dalälvens huvudavrinningsområde. Sjön har en area på 0,312 kvadratkilometer och ligger 136,4 meter över havet.

## Delavrinningsområde
Långsjön ingår i det delavrinningsområde (668876-154227) som SMHI kallar för Inloppet i Ulvkisbosjön. Medelhöjden är 128 meter över havet och ytan är 19,6 kvadratkilometer. Räknas de 3 avrinningsområdena uppströms in blir den ackumulerade arean 34,09 kvadratkilometer. Vattendraget som avvattnar avrinningsområdet har biflödesordning 3, vilket innebär att vattnet flödar genom totalt 3 vattendrag innan det når havet efter 104 kilometer. Avrinningsområdet består mestadels av skog (75 procent). Avrinningsområdet har 0,56 kvadratkilometer vattenytor vilket ger det en sjöprocent på 2,8 procent.